# Mare Serenitatis
Mare Serenitatis ("Mar de la Serenitat") és un mar lunar localitzat a l'est del Mare Imbrium a la Lluna.

## Geologia
Mare Serenitatis és localitzat dins de la conca Serenitatis, la qual és del període Nectarià. El material que envolta el mare és de l'Imbrià inferior, mentre el material de la mare és del període Imbrià superior. El basalt del mare cobreix una majoria de la conca i desborda al Lacus Somniorum al nord-est. La característica més observable és el cràter Posidonius en el brocal de nord-est del mar. La característica d'anell a l'oest del mar és indistint, excepte Montes Haemus. Mare Serenitatis connecta amb Mare Tranquillitatis cap al sud-est i toca amb Mare Vaporum al sud-oest. Mare Serenitatis és un exemple d'un mascon, una regió gravitacional anòmala a la Lluna.

## Exploració
Tant el Luna 21 com l'Apollo 17 van aterrar a prop la frontera oriental de Mare Serenitatis, en l'àrea del Montes Taurus. L'Apollo 17 va aterrar concretament a la vall de Taurus-Littrow.

Cara visible lunar amb les maria i cràters més importants etiquetades